# Thelypteris jimenezii
Thelypteris jimenezii är en kärrbräkenväxtart som först beskrevs av William Ralph Maxon och C. Chr., och fick sitt nu gällande namn av C. Reed. Thelypteris jimenezii ingår i släktet Thelypteris och familjen Thelypteridaceae. Inga underarter finns listade.